# 31-я зенитная артиллерийская дивизия РГК
31-я зенитная артиллерийская дивизия Резерва Главного Командования — воинское соединение РККА Вооружённых Сил СССР в Великой Отечественной войне. 
31-я зенитная артиллерийская дивизия РГК участвовала в Люблин-Брестской, Варшавско-Познанской, Восточно-Померанской и Берлинской наступательных операциях.

## История
В составе артиллерии РГК в предвоенный период предполагалось иметь части наземной и зенитной артиллерии. Если в начальный период Великой Отечественной войны артиллерия РВГК включала в себя 6 % от общего числа артиллерийских орудий, то в конце войны — уже 20 %. Ставка ВГК, широко маневрируя артиллерийскими формированиями РВГК, в нужный момент усиливала фронты и армии артиллерией, благодаря чему обеспечивалось значительное повышение плотности артиллерии в оборонительных и наступательных операциях ВС Союза ССР.

#### 1943
31-я зенитная дивизия вместе с полками формировалась и укомплектовывалась в период марта - июня 1943 года в Москве, в Московском учебном лагере войсковой зенитной артиллерии, Moсковского военного округа.С 1942 по 1946 гг. центр формирования зенитных артиллерийских дивизий резерва главного командования размещался в здании средней школы № 75, основанной в 1936 году. Рядовой состав пополнялся преимущественно из лиц запаса разных специальностей.
9 июня дивизия выдвинулась из Москвы через Подольск в Калугу. С 10 июня по 14 июля дивизия обороняла с воздуха ж/д станцию Тихонова Пустынь. В этот период пролетало пара разведывательных самолётов.
Впервые вступила в бой 14 — 19 июля, прикрывая с воздуха части 2-й армии на марше. 
26 июля дивизия обеспечивала наступление войск 11 армии в районе Калужских и Орловских сёл: Берестна, Альшань, Меховая, Колодяссы, Медведки, Ляды. 
С начала сентября дивизия находилась в районе села Огорь. 
На 1 октября полки находились в районе городов Почеп, Унеча. С 7 октября дивизия прикрывала 11 армию в городах Рославль и Брянск. 

#### 1944
1 января дивизия в составе полка СЗАП и двух полков МЗАП обеспечивала боевые порядки войск 42 ск и группировки артиллерии в районе ст. Шацилки, Боровиков, Орешино. 11 января дивизия помогала при обороне Шацилок.
За отличие в боях в августе при захвате Мангушевского плацдарма южнее Варшавы она была номинирована на почётное наименование "Варшавская".
С 1 по 30 ноября дивизия обеспечивала боевые порядки войск 125 и 77 стрелковых корпусов.
С 1 декабря по 14 января дивизия обеспечивала боевые порядки войск 47 армии в обороне.

#### 1945
С 14 января по 5 февраля дивизия обеспечивала основную группировку войск и артиллерии 47 армии при форсировании реки Вислы.
5 февраля дивизия выполняла задачу по воздушной блокировке окружённого Шнайдемюльского гарнизона. Велись активные бои. Приказом от 11 февраля 1945 г. № 274 дивизия за отличные боевые действия удостоена благодарности. 12 февраля войска вели бои по расширению плацдарма на левом берегу реки Одер. Приказом от 14 февраля дивизии была вновь проявлена благодарность. 19 февраля дивизия удостоена наименования "Варшавская". 
28 февраля дивизия с 86 и 89 стрелковыми корпусами форсировала реку Ину и преодолев предполье обороны противника, к исходу дня вышла на шоссе. 1 марта совместно с корпусами перешла в наступление и обеспечивала их. 5 марта армия штурмом овладела Старгардтом. Дивизия в это время обеспечивала наступление войск, переправы через реку Кармпель. 20 марта войса армии овладели г. Альтдамм. Дивизия обеспечивала боевые порядки 9 гвардейского корпуса.
28 марта командир дивизии отдал приказ на обеспечение переправы через реку Одер. Готовность в 5 часов 29 марта.
С 16 апреля по 18 апреля дивизия при наступлении обеспечивала переправу через реку Одер в районе Подельцига. Авиация противника разведывала боевые порядки войск переправы через Одер и армейские коммуникации. Днём и чаще всего ночью бомбардировкой немцы стремились разрушить переправы через Одер.
На завершающем этапе войны участвовала в Берлинской наступательной операции, в ходе которой успешно: обеспечивала наступления через переправу канала Одер-Шпрее и войск 35-го, 40-го, 51-го стрелковых корпусов, а также отражала неоднократные контратаки и попытки противника прорваться из окружения ю-в Берлина. После окончания операции полки дислоцировались в Берлине и 1392-й полк в районе Берлинского радиоцентра в Кёнигс-Вустерхаузен, где они и закончили свой боевой путь. Потери за этот период составили: ранеными - 10, убитыми - 6. 4 мая дивизия перешла в резерв зам. командующего артиллерией 1-го Белорусского фронта. 9 мая дивизия в 22:00 вместе с другими зенитными частями фронта артиллерийски салютовала в День Победы.
Расформирована 30 мая 1945 года.

## Состав и вооружение
- управление дивизии;
- 1376-й зенитный артиллерийский полк;
- 1380-й зенитный артиллерийский полк;
- 1386-й зенитный артиллерийский полк;
- 1392-й зенитный артиллерийский полк.[4]

3 полка состояли из 4-х батарей, вооруженные 37-мм зенитками образца 1939 года. И один 1376 полк среднего калибра, 4 батареи, вооружённый 85-мм зенитками образца 1939 года, изготовленные Свердловским заводом. Зенитно-пулемётные роты полков имели на вооружении крупно-калиберные пулемёты 12,7 мм.

## В составе
| Дата                    | Фронт (округ)                   | Армия                 | Корпус | Примечания |
| ----------------------- | ------------------------------- | --------------------- | ------ | ---------- |
| 01.03.1943 - 09.06.1943 | Московский военный округ        |                       |        |            |
| 09.06.1943 - 01.08.1943 | Резерв Ставки                   | 11-я армия            |        |            |
| 01.08.1943 - 01.11.1943 | Брянский фронт                  | 11-я армия            |        |            |
| 01.11.1943 - 01.01.1944 | Белорусский фронт               | 11-я армия            |        |            |
| 01.01.1944 - 01.06.1944 | 1-й Белорусский фронт           | 48-я армия            |        |            |
| 01.07.1944 - 01.08.1944 | 1-й Белорусский фронт           |                       |        |            |
| 01.08.1944 - 01.10.1944 | 1-й Белорусский фронт           | 8-я гвардейская армия |        |            |
| 01.10.1944 - 01.11.1944 | 1-й Белорусский фронт           | 70-я армия            |        |            |
| 01.11.1944 - 01.02.1945 | 1-й Белорусский фронт           | 47-я армия            |        |            |
| 01.03.1945 - 01.04.1945 | 1-й Белорусский фронт           | 61-я армия            |        |            |
| 01.04.1945 - 01.05.1945 | 1-й Белорусский фронт           | 69-я армия            |        |            |
| 01.05.1945 - 04.05.1945 | 1-й Белорусский фронт           | 3-я армия             |        |            |
| 04.05.1945 - 30.05.1945 | Резерв 1-го Белорусского фронта |                       |        |            |

## Командиры
Дивизией командовали:
- Шилин, Иван Степанович полковник (апрель 1943 — декабрь 1944),
- Богдашевский, Юрий Гаврилович генерал-майор артиллерии (январь 1944 — до конца войны).